# Joanna Chlebowska Krause
Joanna Chlebowska-Krause (roz. Weichbrodt, * 11. února 1975 Gdaňsk, Polsko) je polsko-německá malířka a fotografka. 

## Životopis
Jako dítě navštěvovala hodiny výtvarné výchovy. V roce 1990 po základní škole přešla na střední uměleckou školu v Gdyni, kterou ukončila v roce 1995 s přijímací kvalifikací na vysokou školu.
Poté studovala grafický design na Univerzitě Mikuláše Koperníka v Toruni. Studium ukončila v roce 2001 diplomem a cenou za diplomovou práci.  Ještě během studií pracovala jako umělkyně na volné noze, zpočátku v Polsku a po svatbě v Lehrte a Hannoveru (v Dolním Sasku).
Od podzimu 2010 žije a pracuje v Leeste a je členkou sdružení „ Art in the Province “. 

## Umělecké dílo
Koně jsou její vášní, která ji ovlivňovala už od dětství. Znovu a znovu je maluje a fotografuje.

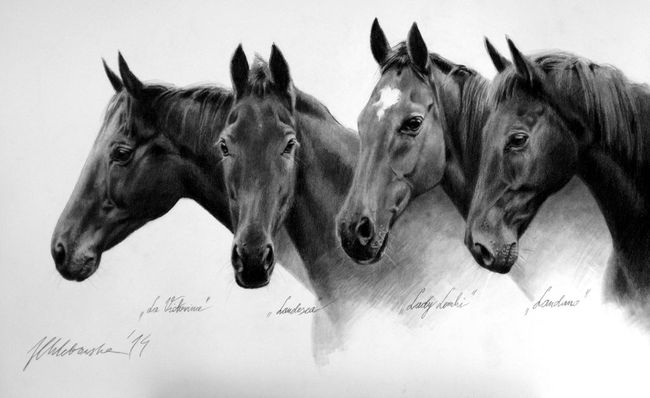
Plnokrevní koně – kresba tužkou

## Výstavy
- 2003: Hannover, samostatná výstava, umělecká kavárna „Lulu“
- 2003: Hamburk, samostatná výstava, jezdecký klub Hasental
- 2004: Kętrzyn (Polsko), samostatná výstava, galerie „Equus“
- 2004: Rumia (Polsko), samostatná výstava, galerie MDK
- 2005: Gdyně (Polsko), samostatná výstava, Muzeum města Gdyně
- 2005: Sopoty (Polsko), kolektivní výstava, Dostihová galerie
- 2005: Janow Podlaski (Polsko), skupinová výstava, státní hřebčín
- 2005: Hannover, samostatná výstava, East Hall „Promenáda na hlavním nádraží“
- 2008: Varšava (Polsko), samostatná výstava, Státní muzeum lovu a jezdectví [4]
- 2009: Lesznowola (Polsko), skupinová výstava, GOK Gallery
- 2014: Weyhe, samostatná výstava, jezdecký areál Hof-Schierenbeck
- 2015: Weyhe-Leeste, skupinová výstava, galerie v brasserie „Gänsebachers“ [5]
- 2017: Heiligenberg, samostatná výstava, Klostermühle [6]
- 2017: Varšava(Polsko), kolektivní výstava, Státní muzeum myslivosti a jezdectví
- 2018: Bruchhausen-Vilsen, společná výstava „ART Project“, Stará plynárna
- 2018: Heiligenloh – Prohlídka umění a kultury
- 2018: Bremerhaven, skupinová výstava, Galerie 78
- 2018: Twistringen, samostatná výstava, Muzeum zpracování slámy [7]
- 2019: Bassum, skupinová výstava, galerie „Nienhaus 1“ [8]
- 2019: Bassum, skupinová výstava, foyer Volksbank Bassum [9]